# Podróż apostolska Franciszka do Albanii
Podróż apostolska papieża Franciszka do Albanii odbyła się w dniu 21 września 2014 roku. Obejmowała ona jedno miasto: Tiranę. Informację tę podał 15 czerwca 2014 papież Franciszek podczas spotkania z wiernymi na Anioł Pański.

## Program i przebieg wizyty[3]
- 9:00 – przylot na lotnisko im. Matki Teresy w Tiranie.
- 9:30 – ceremonia powitania na placu przed Pałacem Prezydenckim.
- 10:00 – prywatna rozmowa z prezydentem Bujarem Nishanim (przemówienie papieża do przedstawicieli władz Albanii).
- 11:00 – Msza św na placu Matki Teresy (homilia papieża). Po mszy Anioł Pański
- 13.30 – spotkanie z biskupami Albanii w nuncjaturze apostolskiej.
- 16:00 – spotkanie papieża ze zwierzchnikami innych religii i wyznań chrześcijańskich Albanii na Uniwersytecie Katolickim Matki Bożej Dobrej Rady.
- 17:00 – Nieszpory pod przewodnictwem papieża w katedrze z udziałem kapłanów, osób konsekrowanych, seminarzystów i przedstawicieli świeckich ruchów kościelnych.
- 18:30 – spotkanie papieża z dziećmi i przedstawicielami podopiecznych innych ośrodków charytatywnych w kościele ośrodka Betania.
- 19:45 – ceremonia pożegnania na lotnisku im. Matki Teresy.
- 20:00 – odlot do Rzymu.